# Bagerhat (huyện)
Bagerhat là một huyện thuộc division Khulna, Bangladesh. Huyện này có diện tích 3959 km², dân số năm 2002 là 1515815 người, mật độ dân số là 383 người/km².